# Městem chodí Santa Claus
Městem chodí Santa Claus (v anglickém originále Santa Claus is Comin' to Town) je americký animovaný film z roku 1970. Film režíroval Arthur Rankin Jr. a Jules Bass.

## Obsazení
| Fred Astaire  | S.D. Kluger                               |
| Mickey Rooney | Kris Kringle/Santa Claus                  |
| Keenan Wynn   | Zimní čaroděj                             |
| Robie Lester  | Jessica Claus                             |
| Paul Frees    | Meisterburger/Grimsley/Topper/další hlasy |
| Joan Gardner  | Tanta Kringle/další hlasy                 |